# ترونور میلتون
ترونور میلتون (انگلیسی: Trevor Milton؛ زادهٔ ۶ آوریل ۱۹۸۲) کارآفرین آمریکایی است، که در سال ۲۰۱۴ شرکت نیکولا کورپوریشن را تأسیس کرد.